# Simeons Kirke
Simeons Kirke ligger på Sjællandsgade på Nørrebro i Københavns Kommune.
Kirkens arkitekt var Johannes Magdahl Nielsen.

## Eksterne kilder og henvisninger
- Wikimedia Commons har flere filer relateret til Simeons Kirke
- Simeons Kirke hos KortTilKirken.dk
- Simeons Kirke | Simeon-Sankt Johannes Sogn Arkiveret 20. marts 2014 hos  Wayback Machine